# Wilcze stado
Wilcze stado – potoczna nazwa taktyki działania okrętów podwodnych nosząca bardziej formalnie nazwę „grupy skoordynowanego ataku”, przy zwalczaniu żeglugi morskiej przeciwnika, której podstawową cechą jest skoordynowany atak dwóch lub większej liczby okrętów podwodnych na jednostkę bądź grupę jednostek morskich przeciwnika. Teoretyczne podstawy taktyki skoordynowanych ataków na jednostki morskie zostały ustalone w okresie międzywojennym przez niemieckiego oficera broni podwodnej Karla Dönitza. Taktyka ta została po raz pierwszy zastosowana w zorganizowany sposób i na dużą skalę w trakcie II wojny światowej w operacjach morskich bitwy o Atlantyk oraz w wojnie podwodnej na Pacyfiku. Mimo wiązania z nią dużych nadziei, taktyka wilczych stad na żadnym teatrze wojny nie spełniła wszystkich oczekiwań z przyczyn technicznych lub błędów samej taktyki. Na atlantyckim teatrze działań po sukcesach pierwszych lat wojny taktyka ta nie była w stanie przeciwstawić się alianckiemu systemowi ZOP opartemu na radarze milimetrowym, radionamierzaniu, asdicu oraz systemie Hedgehog. Na Pacyfiku natomiast, na skutek błędów w samych założeniach taktycznych, sukcesy wolfpacks często nie odbiegały zasadniczo od rezultatów działań okrętów działających samotnie.

## Przyczyny formowania wilczych stad
Koncepcja wilczych stad powstała jako odpowiedź na alianckie konwoje morskie, które okazały się skuteczną ochroną przeciwko samotnie operującym okrętom podwodnym podczas I wojny światowej. Odnalezienie konwoju na bezmiarze oceanu było rzeczą równie trudną jak pojedynczego statku, a obecność eskorty utrudniała wykonanie skutecznego ataku.
W końcowym etapie I wojny światowej Niemcy próbowali naprowadzać inne okręty podwodne na napotkany konwój, co można uznać za początki taktyki „wilczego stada”.

## Wilcze stada w II wojnie światowej

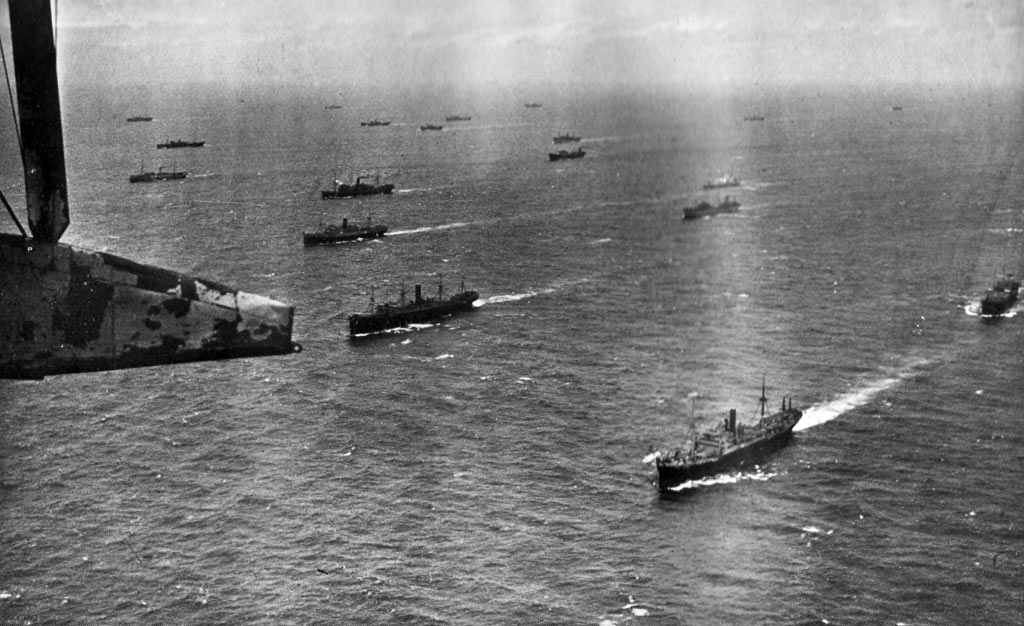
Aliancki konwój pokonuje Atlantyk, ok. 1943

Karl Dönitz udoskonalił koncepcję zbiorowego ataku z I wojny światowej. Okręty podwodne (kilka do nawet kilkudziesięciu) formowano w linie dozoru na przypuszczalnych trasach nieprzyjacielskich konwojów. Ten z U-Bootów, który pierwszy uzyskał kontakt z konwojem, miał przesyłać informacje o jego pozycji i kursie, a następnie – bez atakowania – rozpocząć śledzenie formacji i regularnie informować o ruchach konwoju. Po naprowadzeniu pozostałych okrętów rozpoczynano grupowy atak. Zakładano, że eskorta nie będzie w stanie chronić konwoju przed U-Bootami, śledzić i atakować wielu przeciwników, ratować rozbitków itd. Zagrożone kontratakiem okręty podwodne mogłyby swobodnie uwolnić się od prześladowców, ponieważ eskorta nie byłaby w stanie kontynuować za nimi pościgu – pozbawiłoby to konwój ochrony i naraziło statki handlowe na zniszczenie. Znając dokładną pozycję konwoju U-Booty mogłyby wynurzyć się, wyprzedzić konwój w pozycji nawodnej i dokonać kilka następujących po sobie ataków. Maksymalna prędkość alianckiego statku transportowego w konwoju wynosiła przeciętnie 10-12 węzłów.
Zakładano, że dowództwo nad wilczym stadem obejmuje dowódca U-Boota o największym doświadczeniu. Okazało się jednak, że jest to niemożliwe – z nisko położonego pokładu U-Boota trudno było zorientować się w sytuacji taktycznej; wystarczyło, aby eskortowiec zmusił okręt podwodny do zanurzenia uniemożliwiając tym samym komunikację radiową z innymi okrętami. Zarządzanie działaniami wilczych stad przejęło więc dowództwo na lądzie koordynujące ataki za pomocą łączności radiowej.
Doktrynę modyfikowano – przykładowo w późniejszym okresie zezwalano na atak pierwszemu U-Bootowi, jeśli zauważony konwój należał do szybkich lub był w zasięgu lotnictwa stacjonującego z lądu.
Pierwszy efektywny atak niemieckich wilczych stad nastąpił w dniach 7 do 10 września 1940 roku, kiedy niemieckie okręty podwodne zaatakowały konwój SC-2. W ciągu całego miesiąca, U-Booty zatopiły rekordową liczbę 59 jednostek/295.000 ton. Jeszcze większy sukces U-Booty odniosły w październiku tego roku, kiedy zatopiły łącznie 63 jednostki/352.000 ton. Przykładem skuteczności działania zespołów niemieckich okrętów podwodnych były ataki podjęte w październiku 1940 roku. Ich celem były zmierzające do Wielkiej Brytanii konwoje oznaczone jako SC-7 (34 statki) i HX-79 (20 statków). Atakowane przez zespół sześciu U-Bootów w ciągu dwóch dni straciły łącznie 27 statków. Straty konwoju SC-7 wyniosły 58,8%, a konwoju HX-79 24,5% jednostek. W tym miesiącu jednak, Admiralicja Brytyjska zaczęła wprowadzać na jednostki eskortowe nowy 1,5 metrowy radar typu 286, co stanowiło początek końca niemieckich wilczych stad.

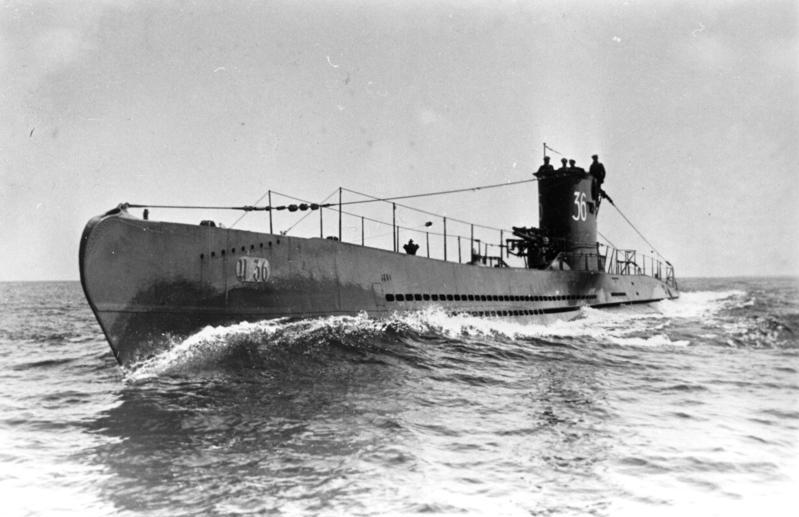
U-Boot Typ VII, główna siła podwodna Kriegsmarine

Taktyka wilczych stad nie spełniła jednak pokładanych w niej nadziei. Złożyły się na to wiele czynników, z których za najważniejsze uznać należy:
- łamanie szyfru Enigmy – co umożliwiało omijanie przez konwoje najbardziej niebezpiecznych obszarów oraz kierowanie tam grup zwalczania okrętów podwodnych
- wprowadzenie systemu namierzania wysokich częstotliwości (Hf/Df). Przez całą wojnę Niemcy nie wierzyli w możliwość namierzania depesz przesyłanych w paśmie wysokich częstotliwości używanych przez nich do regularnego kontaktu pomiędzy dowództwem a okrętami
- zastosowanie radaru – początkowa doktryna użycia U-Bootów zakładała atak w nocy na powierzchni. Do 1942 roku technicy zapewniali BdU(inne języki), że niemożliwe jest takie zminiaturyzowanie radaru, aby ten zmieścił się na pokładach niszczycieli lub samolotów.
- dominacja lotnictwa – podstawowe typy U-Bootów miały ograniczoną prędkość i niski zasięg podwodny. Dogonienie i zajęcie dogodnej pozycji do ataku wymagało więc marszu na powierzchni, co narażało U-Boota na ataki z powietrza (konwoje miały często eskortę lotniczą, zwłaszcza w późniejszym okresie wojny). Możliwe było albo ciągłe alarmowe zanurzanie (i ryzyko utraty kontaktu z konwojem) albo podjęcie walki z samolotami na powierzchni (duże ryzyko zniszczenia okrętu).

Elementy te spowodowały, że poza kilkunastoma spektakularnymi zwycięstwami U-Bootów, konwoje osiągnęły swój sukces; ponad 99% statków dotarło do swoich miejsc przeznaczenia (w najgorszych miesiącach 95%). Samotnie płynące frachtowce miały dużo wyższe straty.

### Alianckie wilcze stada
Amerykańskie wilcze stada, oficjalne nazywane grupami skoordynowanego ataku (ang. coordinated attack groups), bądź wolf packs, składały się zwykle z 3 okrętów podwodnych, które patrolowały w bliskim sąsiedztwie i współpracowały ze sobą. W odróżnieniu jednak od działań niemieckich, dzięki wykorzystaniu na szeroką skalę radarów przeszukiwania powierzchni morza, taktyka amerykańska przyniosła sukces w postaci złamania gospodarczego kręgosłupa toczącej wojnę Japonii, poprzez odcięcie cesarstwa od dostaw strategicznych surowców naturalnych. Jednym z największych sukcesów nie tylko amerykańskich wolf packs, lecz spośród wszystkich wilczych stad, było zatopienie 9 i 10 czerwca 1945 roku 27 japońskich statków i okrętu podwodnego I-122, przez składające się z 9 jednostek wilcze stado „Hell Cats”, złożone z 3 grup okrętów „Hep Cats”, „Pole Cats” i „Bob Cats”. Zwycięstwo amerykańskich okrętów, okupione zostało stratą USS Bonefish (SS-223).
Ogółem, mimo prawie dwuletnich problemów z funkcjonowaniem torped, amerykańska flota podwodna osiągnęła znakomite rezultaty działań, zatapiając 55% całkowitego japońskiego tonażu statków transportowych oraz 29% okrętów wojennych, które Japonia utraciła w ciągu wojny, co jest znakomitym rezultatem, biorąc pod uwagę, że liczba marynarzy pływających na amerykańskich okrętach podwodnych stanowiła zaledwie 1,6% składu osobowego całej US Navy.